# Alekséi Rebko
Aleksei Rebko (Moscú, 1986) es un futbolista ruso que juega de pivote en el FC Rotor Volgogrado.
Formado en la cantera del Spartak Moscú, con el que debutó profesionalmente con apenas 16 años y jugó unos pocos minutos en dos partidos de la Liga de Campeones 2006-07, Rebko fue traspasado en 2008 al FC Moscú, donde se hizo con la titularidad. Tras la disolución del club en la pretemporada de 2010 Rebko se incorporó al Dinamo Moscú.

## Selección nacional
Ha sido internacional con la Selección de fútbol de Rusia, ha jugado 3 partidos internacionales.

## Clubes
| Club                         | País  | Año       |
| ---------------------------- | ----- | --------- |
| Spartak de Moscú             | Rusia | 2002-2007 |
| Rubin Kazan                  | Rusia | 2008      |
| FC Moscú                     | Rusia | 2008-2009 |
| FC Dinamo Moscú              | Rusia | 2010      |
| FC Rostov                    | Rusia | 2011      |
| FC Tom Tomsk                 | Rusia | 2012      |
| FC Amkar Perm                | Rusia | 2012-2014 |
| FC Rostov                    | Rusia | 2014-2015 |
| FC Nika Moscú                | Rusia | 2015      |
| FC Luch-Energiya Vladivostok | Rusia | 2016-2017 |
| FC Ararat Moscú              | Rusia | 2017      |
| FC Rotor Volgogrado          | Rusia | 2018-     |